# White Deer (Texas)
White Deer est une petite ville située à l'est du comté de Carson, au Texas, aux États-Unis,.

## Démographie
Lors du recensement de 2010, la ville comptait une population de 1 000 habitants. Elle est estimée, le 1er juillet 2019, à 1 004 habitants.

### Source de la traduction
- (en) Cet article est partiellement ou en totalité issu de l’article de Wikipédia en anglais intitulé « White Deer, Texas » (voir la liste des auteurs).